# Папп, Ласло
Ла́сло Папп (венг. Papp László; 25 марта 1926, Будапешт, Венгрия — 16 октября 2003, там же) — выдающийся венгерский боксёр, первый в истории бокса трёхкратный олимпийский чемпион, двукратный чемпион Европы по боксу (1949 и 1951). Его имя в 2001 году занесено в Международный зал боксёрской славы.

## Биография
За выдающиеся достижения в 2004 году в честь Ласло Паппа был назван стадион.

## Карьера
Заниматься боксом начал в 1942 году, выступал за клубы МОМ, БВСК (1945—1948), «Локомотив» (1949—1950), «Бастья» (1951—1953), «Вашаш» (1954—1956). Считался сильнейшим боксёром в среднем весе в период 1948—1964 г. г. Тренеры — Иштван Фехер (1945—1950), Карой Ковач (1951—1952), Жигмонд Адлер (1953—1962).

### Любитель
В финале Лондонской Олимпиады победил британского боксёра Джона Райта.
В финале Хельсинкской Олимпиады уверенно одержал победу по очкам над южноафриканским боксёром Теунисом Ван Шальквиком.
На Мельбурнской Олимпиаде Ласло Паппу было уже 30 лет и к тому времени у него было 8 переломов кистей рук. Тем не менее он снова выиграл золото, став первым в истории трёхкратным олимпийским чемпионом по боксу. В полуфинале Ласло взял реванш у поляка Збигнева Петшиковского за поражение годичной давности на чемпионате Европы. А в финале не оставил никаких шансов темнокожему американцу Хосе Торресу, будущему чемпиону мира среди профессионалов.
В 1949 и 1951 годах становился чемпионом Европы среди любителей.

### Профессионал
В 1956 году перешёл в профессионалы, став первым профессиональным боксёром из социалистических стран. На новом поприще он стал известен через пять лет, после победы над американцем Ральфом Джонсоном по прозвищу «Тигр». На тот момент в активе Джонса было 87 боев, причём в 14 из них он сражался против чемпионов мира. Венгр трижды отправлял американца на настил ринга, победив в конечном счёте по очкам. Но победа была не простой. Позже Папп признается, что за всю свою карьеру ему больше всего досталось от «Тигра». 16 мая 1962 года, нокаутировав своим коронным левым хуком датчанина Криса Кристенсена, впервые стал чемпионом Европы среди профессионалов. Позднее он 6 раз успешно отстаивал этот титул.
В 1965 году венгерские власти отменили своё разрешение для Ласло заниматься профессиональным боксом, и шанс стать чемпионом мира оказался для него потерянным. Свой последний бой в качестве профи Папп провёл с Миком Лейхи, который умело провёл все 15 раундов, хотя в четвёртом и побывал на помосте. За этот бой в ноябре 1964 года журнал «The Ring» признал Ласло Паппа «бойцом месяца». На профессиональном ринге провёл 29 боев, одержал 27 побед (2 ничьи), из которых 15 побед одержал нокаутом.

### Тренер
С 1966 по 1991 годы  тренировал сборную Венгрии по боксу. В 1980 году открыл детскую школу бокса «Обуда», где работал старшим тренером. Самыми известными учениками Ласло Паппа были Дьёрдь Гедо и Иштван Ковач.

## Достижения
- Один из трёх трёхкратных олимпийских чемпионов по боксу (кроме Паппа — кубинцы Теофило Стивенсон и Феликс Савон).
- 6 из 13 своих олимпийских боёв завершил нокаутами.
- Двукратный чемпион Европы по боксу (1949 и 1951).
- Стал профессионалом в 1957 году, не проиграл ни одного боя на профессиональном ринге, одержав 27 побед (15 нокаутом) при 2 ничьих.
- Закончил карьеру в 1964 году в связи с тем, что власти Венгрии отказали ему в выезде из страны.
- Тренер национальной сборной Венгрии по боксу в 1971—1992 годах.
- В 2001 году был избран в Международный зал  боксёрской славы.

## Интересные факты
- На матче между сборными Венгрии и Австрии 23 февраля 1947 года в Будапеште Ласло Папп пришлось дважды нокаутировать своего противника Кашпарека. В конце первого раунда после его крюка левой рефери открыл счет. Кашпарек поднялся при счёте «десять», и судья остановил бой. Публика запротестовала против такого решения. Кашпарек и его тренер также были против. Бой был продолжен. Вскоре Ласло послал противника во второй раз на настил ринга, и на этот раз тот уже подняться не смог.
- Ласло Папп снялся в трёх фильмах: «Новички на стадионе» (1951), «Тяжёлые перчатки» (1957) и «Лев готовится к прыжку» (1968)[2].
- Изображён на почтовой марке Аджмана 1971 года.
- 25 марта 1969 года почта Монголии выпустила серию почтовых марок (№№ 520-527 + почтовый блок № 120). На марке № 523 номиналом 20 монге изображён Ласло Папп на ринге.

## Видео
Ласло Папп